# Девід Венґров
Девід Венгров (англ. David Wengrow; нар. 25 липня 1972) — британський археолог, професор порівняльної археології в Інституті археології Університетського коледжу Лондона.

## Освіта і професійна діяльність
В 1993 році вступив до Оксфордського університету, здобув ступінь бакалавра з археології та антропології. У 1998 році отримав ступінь магістра світової археології, а в 2001 році — ступінь доктора філософії.
У 2001–2004 роках був стипендіатом Анрі Франкфорта в Інституті Варбурга та молодшим науковим співробітником Крайст-Черч, Оксфорд . У 2004 році був призначений викладачем Інституту археології UCL, а в 2011 році став професором порівняльної археології. Венгров проводив археологічні розкопки в Африці та на Близькому Сході, зокрема з Музеєм Сулейманії в Іракському Курдистані.
У 2020 році Венгров завершив книгу з історії нерівності з антропологом Девідом Гребером лише за три тижні до смерті Гребера. Вона вийшла друком восени 2021 року під назвою «Зоря всього: нова історія людства».

## Праці

### Книжки
- The Archaeology of Early Egypt: Social Transformations in North-East Africa, 10,000-2650 BC. Cambridge: Cambridge University Press, 2006.
- What Makes Civilization?: The Ancient Near East and the Future of the West. Oxford & New York: Oxford University Press, 2010.
- The Origins of Monsters: Image and Cognition in the First Age of Mechanical Reproduction. Princeton, NJ: Princeton University Press, 2014.
- The Dawn of Everything: A New History of Humanity (co-authored with David Graeber). New York City: Farrar, Straus and Giroux, 2021

### Публікації українською
- Як змінити хід історії людства? (принаймні ту її частину, що вже відбулася) // Спільне, 15.05.2018 (у співавторстві з Девідом Гребером)
- Історія справжньої цивілізації – це не історія монументів // Historians.in.ua,  05.01.2019
- Міста до виникнення держави у давній Євразії // Спільне, 25.03.2019.
- Девід Венґров: «Питання витоків демократії спонукали мене вивчати трипільські мегапоселення» // Лівий берег, 18.04.2025